# فاندرسون دا سيلفا سوزا
فاندرسون دا سيلفا سوزا (بالبرتغالية: Vanderson da Silva Souza‏) المعروف باسم فاندينيو (بالبرتغالية: Vandinho‏) (مواليد 24 أغسطس 1986 في لوندرينا) هو مهاجم برازيلي يلعب لريو برانكو.

## المسيرة الرياضية

### فلامنغو
بعد تحقيق النجاح في النصف الأول من عام 2008 بتسجيله الكثير من الأهداف لأفاي ولكونه أحد أبرز الهدافين البرازيليين في جميع المستويات فقد تعاقد مع فلامنغو على أمل أن يتمكن من حل مشكلة نقص الأهداف بعد خسارة النادي للعديد من اللاعبين المستحقين للبيع أو الإصابات.
في بدايته مع النادي الجديد جاء من مقاعد البدلاء في بداية الشوط الثاني من المباراة ضد كروزيرو في ملعب ماراكانا في 3 أغسطس 2008 وبعد 12 دقيقة فقط سجل هدفه الأول لصالح فلامنغو. رغم ذلك خسر فلامنغو المباراة في النهاية 1-2.

### إحصائيات المسيرة الرياضية في فلامنغو
(صحيح as of 13 فبراير 2009)
| النادي  | الموسم | دوري كاريوكا | دوري كاريوكا | دوري كاريوكا | الدرجة الأولى | الدرجة الأولى | الدرجة الأولى | كأس البرازيل | كأس البرازيل | كأس البرازيل | كأس ليبرتادوريس | كأس ليبرتادوريس | كأس ليبرتادوريس | المجموع   | المجموع | المجموع |
| النادي  | الموسم | المباريات    | الأهداف      | الصناعة      | المباريات     | الأهداف       | الصناعة       | المباريات    | الأهداف      | الصناعة      | المباريات       | الأهداف         | الصناعة         | المباريات | الأهداف | الصناعة |
| ------- | ------ | ------------ | ------------ | ------------ | ------------- | ------------- | ------------- | ------------ | ------------ | ------------ | --------------- | --------------- | --------------- | --------- | ------- | ------- |
| فلامنغو | 2008   | -            | -            | -            | 10            | 2             | 1             | -            | -            | -            | -               | -               | -               | 10        | 2       | 1       |

وفقا لمصادر مجتمعة على.

### سبورت ريسيفي
في 13 فبراير 2009 انتقل فاندينهو من فلامنغو إلى سبورت ريسيفي للعب في كأس ليبرتادوريس 2009.

## الإنجازات
- بارانا
  - بطولة باراناينسي (1): 2006
- أفاي
  - بطولة كاتارينينزي (1): 2010